# بيتر ثمب
بيتر ثمب (بالألمانية: Peter Thumb)‏ (و. 1681 – 1766 م) هو مهندس معماري من النمسا . ولد في Bezau .
توفي في كونستانس.